# Paragraecia
Paragraecia is een geslacht van rechtvleugeligen uit de familie sabelsprinkhanen (Tettigoniidae). De wetenschappelijke naam van dit geslacht is voor het eerst geldig gepubliceerd in 1907 door Karny.

## Soorten
Het geslacht Paragraecia omvat de volgende soorten:
- Paragraecia aberrans Rehn, 1909
- Paragraecia gracilis Ingrisch, 1998
- Paragraecia integra Ingrisch, 1998
- Paragraecia javanica Karny, 1907
- Paragraecia maculata Ingrisch, 1998
- Paragraecia neglecta Ingrisch, 1998
- Paragraecia punctata Ingrisch, 1998